# Wolfgang Lenk
Wolfgang Lenk (Lipcse, 1966. szeptember 4. –) a német Die Prinzen együttes énekese és gitárosa.

## Pályafutása
Az 1980-as években Sebastian Krumbiegellel megalapított egy diákbandát, a Phoenix-et, amelynek nevét 1987-ben Herzbuben-re, 1991-ben Prinzen-re változtatták. 1988-92 között a lipcsei zeneakadémián tanult. 1997-ben megírta az Elixier musicalhez az orgonapartitúrát. (Szöveg: Kati Naumann, zene: Tobias Künzel.)